# Lupljivci
Lupljivci (znanstveno ime Suillellus) so rod gliv iz družine cevark (Boletaceae).

## Seznam lupljivcev Slovenije[2]
- češki lupljivec (Suillellus gabretae)
- svinjski lupljivec (Suillellus luridus)
- varljivi lupljivec (Suillellus mendax)
- črneči lupljivec (Suillellus poikilochromus)
- čudoviti lupljivec (Suillellus pulchrotinctus)
- Queletov lupljivec (Suillellus gueletii)
- krvavordeči lupljivec (Suillellus rabrosanguineus)